# Beta Sigma Rho
La Beta Sigma Rho (ΒΣΡ) era una confraternita studentesca americana fondata presso l'Università Cornell nel 1910. La maggior parte delle sue sezioni attive furono assorbite dalla confraternita Pi Lambda Phi nel 1972.

## Storia
Beta Sigma Rho fu fondata il 12 ottobre 1910 presso l'Università Cornell. In origine si chiamava Beta Samach (Βס‎), “il Beta greco e il Samekh ebraico che suggeriscono l'applicazione dell'idea della società greca alla vita sociale e culturale degli studenti universitari ebrei”. I suoi fondatori furono Nathaniel E. Koenig, Lester D. Krohn, M. H. Milman e M. M. Milman.
Beta Samach era nota per l'assenza di quote di iscrizione e quote associative e fu lenta nell'istituire uno statuto, un rituale o altri attributi superficiali standard per le altre organizzazioni fraterne. Non esisteva un programma di espansione ufficiale per il suo primo decennio, anche se una sezione Beta era emersa alla Penn State e una sezione Gamma alla Columbia. Alla fine del suo primo decennio la crescente pressione esercitata dai membri sui fiduciari della confraternita portò alla creazione di una struttura di quote e contributi, insieme a uno statuto e a un nuovo programma operativo.
Il 21 aprile 1920 alcuni adeguamenti pragmatici portarono alla riorganizzazione della Beta Samach con un nuovo nome, Beta Sigma Rho, in concomitanza con la fondazione della sua sezione Delta a Buffalo.
Durante i suoi circa 62 anni di storia la confraternita finì per fondare sezioni in quindici college, di cui due in Canada. La confraternita eliminò gradualmente i requisiti religiosi dai suoi statuti, riflettendo questo cambiamento nel suo regolamento nel 1950.

### Fusione
Il 12 dicembre 1972 Beta Sigma Rho si fuse con Pi Lambda Phi, i cui registri indicano che quest'ultima confraternita acquisì cinque sezioni attive e ne fuse due. Alla Cornell, la sede originaria di Beta Sigma Rho sopravvisse alla fusione, mentre quella di Pi Lambda Phi chiuse i battenti e la sede di Beta Sig fu ribattezzata Pi Lambda Phi a partire dall'anno scolastico successivo. La sezione Pi Lam cessò l'attività alcuni anni dopo.
La sezione del campus principale della Università statale della Pennsylvania non accettò la fusione con la sezione Pi Lambda Phi già esistente nel campus, pertanto la sezione Beta di Beta Sigma Rho divenne la confraternita locale Beta Sigma Beta.
Al momento della fusione Beta Sigma Rho contava un totale di 5.380 membri. La sua sede era a New York.

## Simboli
L'emblema era un bastone da pastore incrociato con una spada dietro uno scudo. Sopra lo scudo c'era un elmo piumato con 13 perle disposte lungo il bordo e le lettere ΒΣΡ disposte verticalmente. L'emblema era dorato con rifiniture nere.
I colori della società erano il blu e l'oro. La sua pubblicazione era The Beta Sigma Rho New Letter.

## Sezioni
Questi erano le sezioni della Beta Sigma Rho.
| Sezione | Data di partenza e di fine | Istituzione                           | Ubicazione                    | Stato      | Fonti         |
| ------- | -------------------------- | ------------------------------------- | ----------------------------- | ---------- | ------------- |
| Alpha   | 12 ottobre 1910 – 1972     | Università Cornell                    | Ithaca, New York              | Fusa (ΠΛΦ) | [ 6 ]         |
| Beta    | 1913–1972                  | Università statale della Pennsylvania | University Park, Pennsylvania | Ritirata   | [ 6 ] [ N 2 ] |
| Gamma   | 1919-1965                  | Università Columbia                   | New York City, New York       | Non attiva | [ 6 ]         |
| Delta   | 1920–196x ?                | Università di Buffalo                 | Buffalo, New York             | Non attiva | [ 6 ]         |
| Epsilon | 1922–1972                  | Università della Pennsylvania         | Philadelphia, Pennsylvania    | Fusa (ΠΛΦ) | [ 6 ]         |
| Zeta    | 1922–1972                  | Università Carnegie Mellon            | Pittsburgh, Pennsylvania      | Fusa (ΠΛΦ) | [ 6 ] [ N 3 ] |
| Eta     | 1930–19xx ?                | Università di Toronto                 | Toronto, Ontario, Canada      | Non attiva | [ 6 ]         |
| Theta   | 1935–1972                  | Rutgers University–Newark             | Newark, New Jersey            | Fusa (ΠΛΦ) | [ 6 ] [ N 4 ] |
| Iota    | 1945–1972                  | University of Western Ontario         | London, Ontario, Canada       | Fusa (ΠΛΦ) | [ 6 ]         |
| Kappa   | 1949–1952                  | Università del Kentucky               | Lexington, Kentucky           | Non attiva | [ 6 ]         |
| Lambda  | 1950–1972                  | Università di Syracuse                | Syracuse, New York            | Fusa (ΠΛΦ) | [ 6 ]         |
| Mu      | 1958–1963                  | Università di Miami                   | Coral Gables, Florida         | Non attiva | [ 6 ]         |
| Nu      | 1962–1965                  | Università di New York                | New York City, New York       | Non attiva | [ 6 ]         |
| Xi      | 1964–1972                  | City College, New York                | New York City, New York       | Ritirata   | [ 6 ] [ N 5 ] |
| Omicron | 1969–1972                  | St. John's University                 | New York City, New York       | Fusa (ΠΛΦ) | [ 6 ]         |

1. ↑  Note that Pi Lambda Phi participated in two mergers during this period, adding similarly named fraternities Beta Sigma Tau and Beta Sigma Rho to its rolls. An earlier merger had occurred in 1941 with the absorption of Phi Beta Delta.
2. ↑  Withdrew and became Beta Sigma Beta (local). It remains active as of agosto 2021.
3. ↑  This chapter had originated as Alpha Pi (local) in 1919.
4. ↑  This chapter had originated as "Theta House" (local) in 1933.
5. ↑  Chapter withdrew at the time of the national merger and became a location fraternity. Baird's Manual does not list the successor name; appears to have soon dissipated.